# Bərdə (Stadt)

Bərdə, verschiedene Ansichten

Bərdəⓘ ist eine Stadt in Aserbaidschan und Hauptstadt des umliegenden Rayons Bərdə. In der Stadt am Fluss Tərtər leben 40.300 Einwohner (Stand: 2021). 2014 betrug die Einwohnerzahl etwa 38.900.

## Geschichte
Bərdə, armenisch Pʿartaw, wurde vom Schah des Sassanidenreiches Peroz I. als Peroz-abad (Perozstadt), dem Namen nach vielleicht an der Stelle einer älteren armenischen Siedlung, gegründet und von Kavadh I. unter dem Namen Peroz-kavadh ("Siegreicher Kavadh" Peroz bedeutet mittelpersisch "der Sieger") befestigt. In der Spätantike und im frühen Mittelalter war die Stadt nach Kabala Zentrum des Staates Albania und der albanischen christlichen Kirche. Nach der arabischen Invasion verlor die Stadt an Bedeutung, wurde aber später Hauptstadt des Staates Arrān. 943 wurde die Stadt kurzzeitig von den Rus erobert.

## Kultur und Sport
In der Stadt befindet sich das Grab von Akhmed Zocheybana aus dem 14. Jahrhundert, erbaut von Ahmad ibn Ayyub Nakhchivani. Dazu kommt die Imamzadeh-Moschee und ein Kulturzentrum mit Museum.
In der Stadt ist der Fußballverein ABN Bərdə ansässig.

## Verkehr
Der Bahnhof der Stadt liegt an der Bahnstrecke Yevlax–Xankəndi der Aserbaidschanischen Eisenbahn. Der Betrieb auf dieser Strecke endete seit dem Krieg um Bergkarabach zu Beginn der 1990er Jahre wenige Kilometer südlich der Stadt bei Köçarli. Nach den aserbaidschanischen Gebietsgewinnen im Krieg gegen Arzach 2020 wird die Strecke nun bis Ağdam wieder in Stand gesetzt.